# Alistair Hargreaves
Pour les articles homonymes, voir Hargreaves.

a Compétitions nationales et continentales officielles uniquement.

b Matchs officiels uniquement.
Dernière mise à jour le 25 août 2023.
Alistair Hargreaves, né le 29 avril 1986 à Durban (Afrique du Sud), est un joueur international sud-africain de rugby à XV. Il évolue au poste de deuxième ligne.

## Biographie

### Jeunesse et formation
Alistair Hargreaves étudie à la Durban High School (en), il joue pour l'équipe de rugby de l'établissement de 2002 à 2004 et en est même le capitaine en 2004,.

### Carrière

#### En club et franchise
Alistair Hargreaves joue son premier match professionnel en 2006 avec les Natal Sharks lors d'un match de Currie Cup contre les Griquas. Il fait son apparition au sein de la franchise des Sharks dans le Super 14 en 2009 lors d'une rencontre contre les Stormers.
En 2012, il rejoint le club anglais des Saracens en Premiership. Il est capitaine de l'équipe lors de la finale victorieuse de Premiership en 2015.
Il annonce prendre sa retraite en octobre 2016, après quatre saisons dans le championnat anglais, à la suite de nombreuses commotions cérébrales.

#### En équipe nationale
Alistair Hargreaves est sélectionné dans les sélections de jeunes des moins de 19 ans et 21 ans et joue plusieurs championnats du monde dans ces catégories.
Il connaît sa première cape internationale avec les Springboks le 4 juin 2010 contre le pays de Galles. Hargreaves dispute le Tri-nations 2011 au poste de deuxième ligne où il joue les deux premières journées en Australie et en Nouvelle-Zélande.

## Statistiques en équipe nationale
- 4 sélections
- 0 points
- Nombre de sélections par année : 2 en 2010 et 2 en 2011.

## Palmarès
- Vainqueur de la Currie Cup 2008 et Currie Cup 2010 avec les Natal Sharks.
- Finaliste du Super Rugby 2012 avec les Sharks.
- Vainqueur de la Premiership en 2015 et 2016 avec les Saracens.
- Finaliste de la Premiership en 2014 avec les Saracens.
- Finaliste de la Coupe d'Europe en 2014 avec les Saracens.